# Niżnije Juraszy
Niżnije Juraszy (ros. Нижние Юраши) – wieś (dieriewnia) w Rosji, w Udmurcji, w rejonie grachowskim. W 2010 liczyła 198 mieszkańców.